# Onderscheidend vermogen
Het onderscheidend vermogen of onderscheidingsvermogen van een statistische toets is de kans om een nulhypothese terecht te verwerpen als een alternatieve hypothese de waarheid bevat. Het onderscheidingsvermogen drukt de kans uit dat er geen fout van de tweede soort (type II-fout) gemaakt wordt. Omdat de alternatieve hypothese vaak samengesteld is, zal het onderscheidend vermogen een functie zijn, aangegeven door {\displaystyle \gamma } (of ook wel door {\displaystyle \beta }), van de mogelijke waarden van de betrokken parameter onder de nulhypothese. Men gaat soms zelfs zo ver dat men deze functie uitbreidt tot alle waarden van de betrokken parameter, ook die onder de nulhypothese.
Als {\displaystyle T} de toetsingsgrootheid van de toets is en {\displaystyle K} het kritieke gebied, dan wordt voor {\displaystyle h\in H_{1}} het onderscheidend vermogen gegeven door:
{\displaystyle \gamma (h)=P(T\in K|h)}

## Voorbeeld
Twee normaal verdeelde populaties {\displaystyle A} en {\displaystyle B} met een verschillende behandeling worden vergeleken op basis van steekproeven {\displaystyle X} respectievelijk {\displaystyle Y}, elk van omvang {\displaystyle n}. De standaardafwijkingen van beide populaties zijn aan elkaar gelijk, zeg {\displaystyle \sigma }, en de hypothesen voor de verwachtingswaarden luiden:
{\displaystyle H_{0}:\ \mu _{A}=\mu _{B}}
tegen 
{\displaystyle H_{1}:\ \mu _{A}>\mu _{B}}
Als toetsingsgrootheid {\displaystyle T} komt in aanmerking:
{\displaystyle {\bar {X}}-{\bar {Y}}},
maar om de berekeningen eenvoudiger te maken kiest men:
{\displaystyle T={\frac {{\bar {X}}-{\bar {Y}}}{\sigma }}{\sqrt {\frac {n}{2}}}}
Gezien de alternatieve hypothese wordt {\displaystyle H_{0}} verworpen voor grote waarden van {\displaystyle T}. De kritieke waarde is {\displaystyle z_{\alpha }}, bepaald door:
{\displaystyle P(T\geq z_{\alpha }|H_{0})=\alpha },
waarin {\displaystyle \alpha } de verlangde onbetrouwbaarheid is. Het onderscheidend vermogen van deze toets, dat afhankelijk is van het verschil {\displaystyle \Delta =\mu _{A}-\mu _{B}}, is:
{\displaystyle \gamma (\Delta )=P(T\geq z_{\alpha }\mid \Delta )=}
{\displaystyle =P\left(\left.T-{\frac {\Delta }{\sigma }}{\sqrt {\frac {n}{2}}}\geq z_{\alpha }-{\frac {\Delta }{\sigma }}{\sqrt {\frac {n}{2}}}\ \right|\,\Delta \right)=}
{\displaystyle =P\left(Z>z_{\alpha }-{\frac {\Delta }{\sigma }}{\sqrt {\frac {n}{2}}}\right)}
Daarin is {\displaystyle Z} standaard normaal verdeeld.
Om bij een bepaalde grootte {\displaystyle \Delta } van het verschil tussen de beide populaties een voldoend onderscheidende toets te hebben, kiest men de steekproefomvang zo dat de fout van de tweede soort bij dat verschil gelijk is aan een voorgeschreven waarde {\displaystyle \beta }:
{\displaystyle \gamma (\Delta )=1-\beta },
dus:
{\displaystyle \beta =P\left(Z\leq z_{\alpha }-{\frac {\Delta }{\sigma }}{\sqrt {\frac {n}{2}}}\right)}
Daaruit volgt:
{\displaystyle z_{\alpha }-{\frac {\Delta }{\sigma }}{\sqrt {\frac {n}{2}}}=-z_{\beta }},
dus:
{\displaystyle n=2\left({\frac {\sigma }{\Delta }}(z_{\alpha }+z_{\beta })\right)^{2}}